# Celso Albelo
Celso Albelo (San Cristobal de La Laguna, 17 de noviembre de 1976) es un tenor lírico ligero español.

## Biografía
Nacido en San Cristobal de La Laguna, empezó a recibir sus primeras lecciones de canto con la eminente profesora y cantante, Pilar Castro Palazón, más tarde pasó al Conservatorio Profesional de Música de Santa Cruz de Tenerife con Isabel García Soto y a la Escuela Superior de Música Reina Sofía de Madrid con Tom Krause y Manuel Cid, perfeccionándose más tarde con Carlo Bergonzi en la Accademia de Busseto.
En 2006, debutó con el personaje del Duca di Mantova de Rigoletto (Verdi) en Busseto, junto a Leo Nucci. Después cantó en Teatro de La Scala de Milán (Pagliacci, Don Pasquale), en La Fenice de Venecia (El elixir de amor, Rigoletto), en el Rossini Opera Festival de Pésaro (Stabat Mater), en la Accademia de Santa Cecilia en Roma (Guillermo Tell), en el Teatro Verdi de Trieste (Don Pasquale, Los pescadores de perlas, María Estuardo), el Carlo Felice de Génova (Don Pasquale), en el Comunale de Bolonia (Los puritanos de Escocia), el Verdi de Salerno (Lucía de Lammermoor, Los puritanos de Escocia), el Lírico de Cagliari (Falstaff, El elixir de amor), el Festival de las Termas de Caracalla de Roma (Rigoletto), el Massimo Bellini de Catania (María Estuardo), el Teatro Real de Madrid (Rigoletto), el Pérez Galdos de Las Palmas de Gran Canaria (La sonámbula, El elixir de amor), el Teatro Campoamor de Oviedo, el Festival de Ópera de La Coruña (Rigoletto, Don Pasquale, Los puritanos de Escocia, La hija del regimiento), Festival de Peralada (Don Pasquale), la Opernhaus de Zúrich (Rigoletto, Don Pasquale, La judía, Gianni Schicchi, María Estuardo), el Festival de Ópera de Savonlinna (Los puritanos de Escocia), el Festspielhaus Baden-Baden (La sonámbula), la Ópera de Tokio (Lakmé), Ópera de Montecarlo (Rigoletto), la de Hamburgo (El elixir de amor) y el Concertgebouw  de Ámsterdam (Guillermo Tell). Ha cantado en la Royal Opera House de Londres (La sonámbula), en la Opéra National de Paris (La hija del regimiento), la Ópera Estatal de Viena (El elixir de amor, La sonámbula), en la Ópera Alemana de Berlín, el Gran Teatro del Liceu de Barcelona (La sonámbula, Capuletos y Montescos) (Lucía de Lammermoor).

## Repertorio
- Vincenzo Bellini
  - El pirata (Gualtiero)
  - La sonámbula (Elvino)
  - Los puritanos de Escocia (Arturo)
- Georges Bizet
  - Los pescadores de perlas (Nadir)
  - Léo Delibes
  - Lakmé (Gerald)
- Gaetano Donizetti
  - Ana Bolena (Percy)
  - El elixir de amor (Nemorino)
  - María Estuardo (Leicester)
  - Lucía de Lammermoor (Edgardo)
  - La hija del regimiento (Tonio)
  - Don Pasquale (Ernesto)
- Jacques Fromental Halévy
  - La judía (Leopold)
- Ruggero Leoncavallo
  - Pagliacci (Arlecchino)
- Wolfgang Amadeus Mozart
  - Don Giovanni (Don Ottavio)
  - Così fan tutte (Ferrando)
- Giacomo Puccini:
  - Gianni Schicchi (Rinuccio)
- Gioacchino Rossini
  - Guillermo Tell (Ruodi, pescador)
  - Stabat Mater
  - Petite Messe Solennelle
- Giuseppe Verdi
  - Rigoletto (Duca di Mantova)
  - Falstaff (Fenton)

## Premios
Celso Albelo ha sido galardonado con el Premios Ópera Actual 2008, el Oscar de la Lírica de la Fundación Verona per l’Arena (2010-2012), el Premio Lírico Teatro Campoamor 2010 en la categoría Cantante revelación (por Los puritanos de Escocia) y en 2012 en la categoría Mejor tenor de la temporada (por El elixir de amor en Bilbao). Ha recibido la Medalla de Oro de Canarias 2013, el Premio Giuseppe Lugo 2013 en Italia, el Premio Codalario 2014 y el Premio Taburiente en el 2017.